# ئی۴ام
رمزنگاری برای همگان (E4M) یک نرم‌افزار آزاد رمزنگاری دیسک برای سیستم عامل‌های خانواده ویندوز ان‌تی و ویندوز ۹ایکس است. توسعه E4M متوقف شده‌است. نویسنده این نرم‌افزار پاول لرو به Shaun Hollingworth(نویسنده نرم‌افزار اسکرم دیسک) ملحق شد تا یک نسخه تجاری رمز نگاری دیسک به نام درایو کریپت را برای شرکت امنیت اطلاعات SecurStar بنویسد.
نرم‌افزار محبوب، آزاد و رایگان تروکریپت بر اساس کد منبع E4M نوشته شده‌است. با این حال، تروکریپت از قالب رمزنگاری متفاوت با E4M استفاده می‌کند، که استفاده از یکی از این برنامه‌ها برای دسترسی به ولیوم رمزنگاری شده توسط برنامه دیگر را غیرممکن می‌کند.
اندکی پس از انتشار نسخه ۱٫۰ تروکریپت در فوریه سال ۲۰۰۴، تیم تروکریپت اعلام کرد نامه‌های الکترونیکی از ویلفرد هافنر، مدیر SecurStar دریافت کرده که هافنر در آن ادعا کرده که پاول لرو در زمانی که در SecurStar کار می‌کرده در حال توسعه E4M نیز بوده و کد منبع آنها را به سرقت برده. به گفته تیم تروکریپت، در این ایمیل‌ها آمده‌است که لرو به‌طور غیرقانونی E4M را توزیع کرده و مجوزی برای آن قرار داده‌است که به هر کسی اجازه می‌دهد کد منبع E4M را تغییر دهد و به صورت آزادانه آن را منتشر کند، که هافنر ادعا می‌کند لرو حق انجام این کار نداشته‌است، و نسخه‌های E4M همیشه فقط به SecurStar تعلق داشتند. برای مدتی، این امر باعث شد که تیم تروکریپت توسعه و توزیع تروکریپت را متوقف کند.